# Batalla de Pensacola
La batalla de Pensacola (o de Pansacola, o de Panzacola), librada en Pensacola (actualmente en Florida, Estados Unidos) de marzo a mayo de 1781, marcó la culminación del esfuerzo de España por reconquistar las Floridas del dominio británico, en el contexto de la Revolución americana.

## Antecedentes
Por el Tratado de París, de 1763, España cedió Florida al Reino Unido de Gran Bretaña, a cambio de la retirada de las ciudades de La Habana y Manila. La ciudad de Pensacola y sus fortificaciones fueron entregadas el 6 de agosto a Agustine Prevost. De Francia recibió, en compensación por el resultado de la guerra, la Luisiana, según lo establecido en el secreto Tratado de Fontainebleau (1762). En 1781, las dos potencias se encontraban nuevamente en guerra, pero las noticias de la ruptura de hostilidades llegaron a los territorios españoles antes que a los ingleses, por lo que el gobernador de la Luisiana, Bernardo de Gálvez, decidió dar un audaz golpe de mano para recuperar el territorio cedido. Había conquistado primero Mobila (o Movila) en marzo de 1780, tras la batalla del Fuerte Charlotte, y luego se dirigió hacia Pensacola.
Para hacer frente a los ingleses, Gálvez reunió tropas venidas desde distintos puntos del Imperio y abastecimientos adicionales de Cuba, la Luisiana y otras partes.
Su ejército aumentó a siete mil hombres, lo que, para la época, era considerable. Dicho ejército se componía de soldados blancos, negros, cobrizos y mestizos.
Los defensores británicos contaban con unos dos mil defensores, de ellos mil trescientos soldados, trescientos marineros y trescientos negros. Tenían además dos fragatas, una de treinta y seis cañones y otra menor. Harto de las reticencias de la Armada para penetrar en la bahía de Pensacola y desembarcar los soldados, Gálvez ordenó a sus tropas emplear los barcos de Nueva Orleans el 11 de abril, el mismo día que once barcos británicos arribaron a Pansacola. Ante la falta de apoyo de la Armada, el 4 de mayo se decidió abandonar el ataque. Gálvez acudió entonces a La Habana en agosto para eliminar los obstáculos que impedían emprender la toma de la plaza británica y a mediados de octubre, tras nuevos retrasos, logró que una flota zarpase hacia el objetivo con unos cuatro mil soldados. Un huracán que se desató el 18 y duró una semana desbarató la escuadra y hundió varios barcos. Gálvez volvió a La Habana para solicitar más tropas, supuestamente para defender su provincia pero, en realidad, para acometer la conquista de Pansacola. No logró que la campaña avanzase ante la reticencia de los mandos de Cuba hasta la llegada de España de Francisco de Saavedra en enero de 1781, encargado por la corte de acelerar los preparativos y poner definitivamente en marcha el asalto a la plaza. La nueva escuadra, con mil quinientos soldados, partió finalmente de La Habana el 28 de febrero.

## Batalla

### Toma de la isla de Santa Rosa y desembarco en tierra firme
El 9 de marzo la flota arribó junto a la isla de Santa Rosa, que cierra por el sur la bahía de Pansacola. Al día siguiente, se apresaron siete británicos que custodiaban los dos cañones que defendían la posición, que los españoles creían más fuerte. Tras establecerse una batería para proteger la isla de las dos fragatas británicas que patrullaban la bahía, se verificó el desembarco de las tropas, operación que duró hasta el día 17. Ese mismo día los españoles tuvieron noticia de la llegada de unos mil refuerzos desde la Mobila.
Por lo peligroso de la misión, el jefe de la escuadra española, José Calvo Irazábal, como responsable de la seguridad de la flota, se negó a ordenar que sus barcos entraran en la bahía; aunque ya se habían adueñado de la isla de Santa Rosa, había encallado el navío San Ramón en la primera barra del acceso a la bahía. Bernardo de Gálvez se embarcó entonces en el bergantín Galveston, izó la bandera de almirante y entró solo en la bahía para dar ejemplo a los demás barcos. Ante la imposibilidad de obligar a la marina a penetrar en la bahía para trasladar a las tropas a tierra firme, pues esta creía que la profundidad de la barra entre la isla y esta era insuficiente, Gálvez había decidido hacerlo por su cuenta con los escasos barcos que habían llegado de Nueva Orleans, dejando en evidencia la renuencia de los mandos de la Armada. Por fin el grueso de la escuadra, que llevaba a la mayoría de las tropas, penetró también a primeras horas de la tarde del día 19. Los disparos de la batería de Barrancas Coloradas, situada frente a la isla de Santa Rosa, no causaron daños a la flota.

### Cerco de las defensas británicas
Gálvez inició el sitio de la plaza inglesa y, aunque corrieron el riesgo de ataque por una escuadra inglesa que estaba cerca, tenían esperanzas de una pronta terminación por estar los sitiadores enfermos y sin alimentos, desanimados y desilusionados por no haber podido abrir las trincheras.

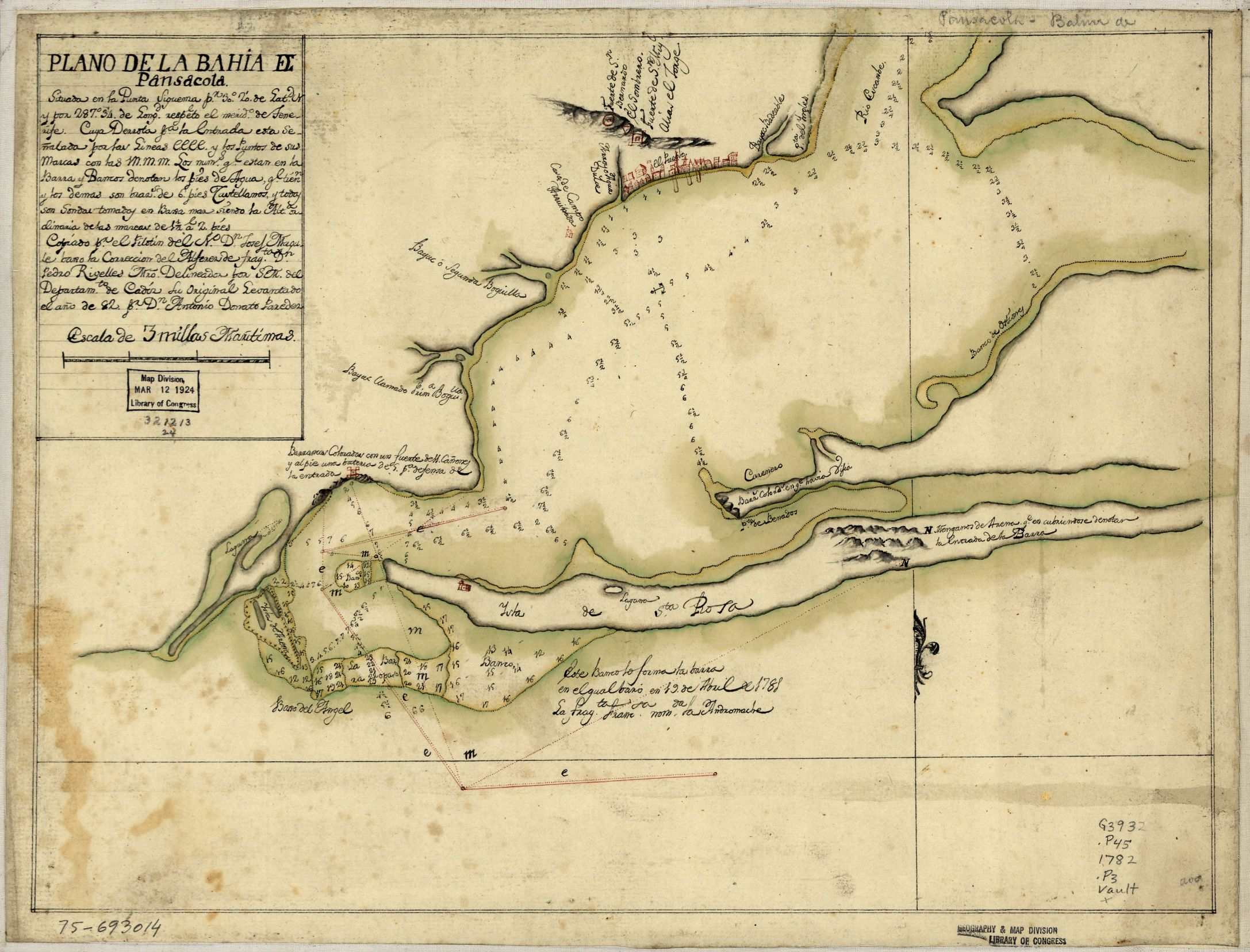
Mapa de la bahía de Pansacola (Pensacola) de Antonio Donato Paredes (1782). Al sur se observa la isla de Santa Rosa, que cierra la bahía. Al noroeste de la isla aparece marcada la batería de Barrancas Coloradas. Al norte de la bahía se aprecia la población y, sobre ella, las principales fortificaciones británicas.

Frente a los mil quinientos soldados de Gálvez, la guarnición del general John Campbell contaba con algunos más, unos mil novecientos, pero de escasa calidad. Defendían tres posiciones principales: el fuerte George y los reductos de la Reina y del Príncipe. El fuerte, cuadrado y con baluartes en sus esquinas, contaba con once cañones. Los reductos se encontraban al norte del fuerte y la batería de Barrancas Coloradas, al sur, a la entrada de la bahía. A esta última se unieron las tripulaciones de los dos barcos británicos, que no habían logrado impedir la entrada en la bahía de la escuadra española, protegida de su fuego por la batería de la isla Santa Rosa.

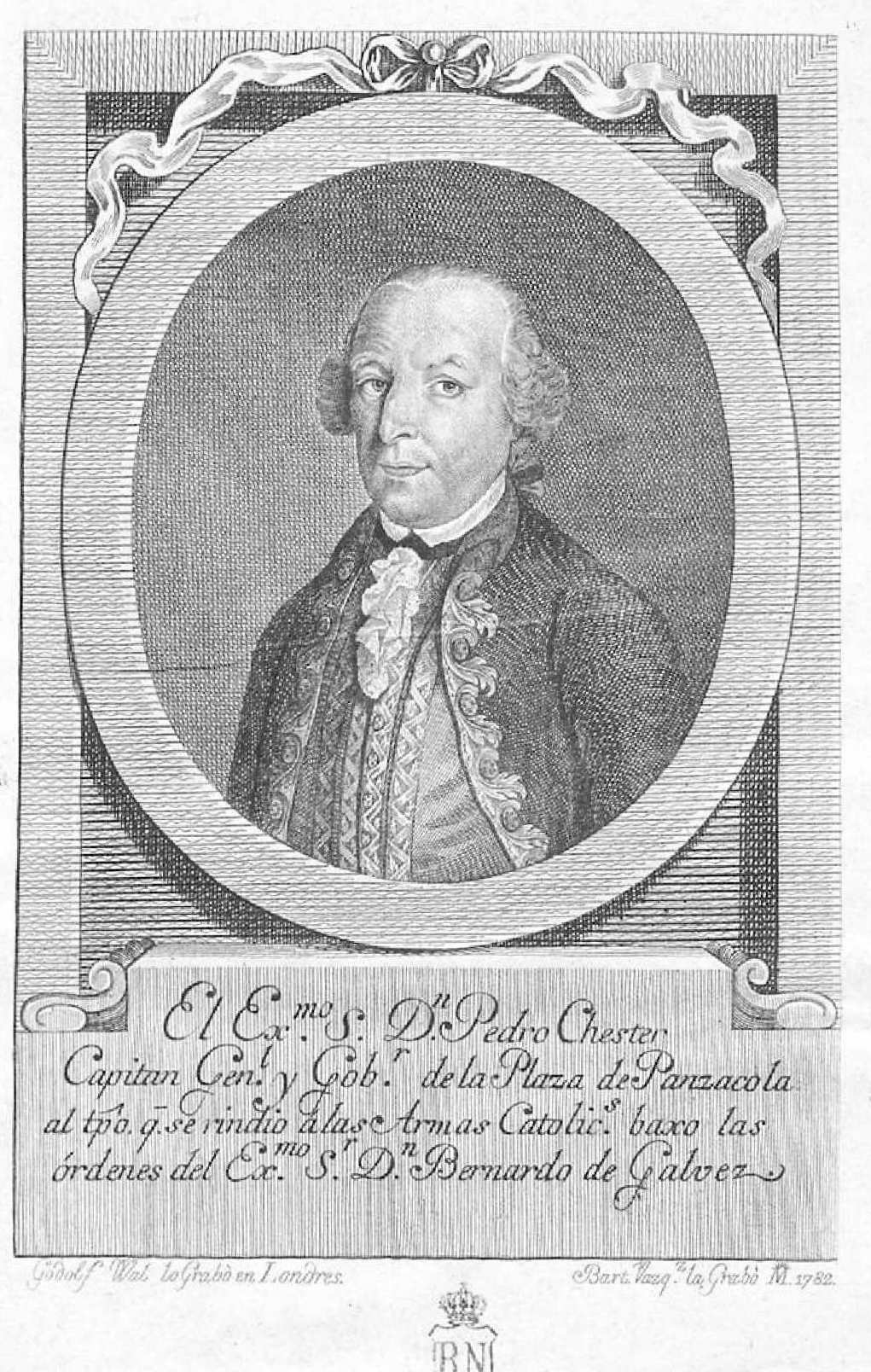
Peter Chester, capitán general, gobernador y vicealmirante de la provincia de West Florida, firmante de la capitulación. Grabado de Bartolomé Vázquez, 1782. Inscripción: «El Exm.º S. Dn. Pedro Chester, Capitán Genl. y Gobr. de la Plaza de Panzacola al tpo. q. se rindió a las armas Católics. baxo las órdenes del Exm.º S. Dn. Bernardo Gálvez». Biblioteca Nacional de España.

La mañana del 22, Gálvez recibió novecientos hombres más, llegados como refuerzo desde la Mobila. Al día siguiente llegaron varios cientos de hombres más desde Nueva Orleans, lo que aumentó la fuerza sitiadora hasta algo más de cuatro mil soldados. Las semanas siguientes los españoles las pasaron tratando de acercar la artillería pesada al fuerte y hacerse con el reducto de la Reina, operaciones en las que sufrieron continuo hostigamiento por parte de los indios aliados a los británicos.
En La Habana, el Comisionado regio Francisco de Saavedra consiguiendo vencer numerosos obstáculos consiguió preparar una flotilla hispano-francesa, colocando al mando a José Solano y Bote con un refuerzo al ejército de mil seiscientos hombres de tropa, que embarcó el 8 de abril y salió el 9. El propio Galvez  es herido el 12 de abril y el mando se transfiere a José de Ezpeleta. Las fuerzas iban a las órdenes del mariscal de campo Juan Manuel de Cajigal y Niño. Gálvez expresó en su diario de operaciones que el 19 de abril a las dos de la tarde tuvo noticia de que se hallaban a la vista catorce embarcaciones, entre ellas algunas de guerra, lo cual le preocupó pensando que eran naves al socorro del enemigo. Esa noche recibió confirmación de que eran las fuerzas de Saavedra y Solano que venían a reforzarlo. Llegaron a la isla de Santa Rosa con quince navíos, tres fragatas y otras embarcaciones con los refuerzos. El día 20 desembarcaron las tropas. Gálvez contaba entonces, entre tropa de tierra y marinería, con algo más de siete mil ochocientos hombres. La llegada de Solano, jefe desde entonces de los buques que participan en el asedio, mejoró de inmediato las relaciones entre las fuerzas de tierra y las de la Armada, hasta entonces muy tensas.
A finales de abril los sitiadores comenzaron a erigir baterías para castigar el reducto de la Reina antes de atacar el fuerte. El 4 de mayo, los británicos enviaron un contingente a rodear y destruir el nuevo reducto español, construido para proteger las baterías. Desprevenidos los españoles, los británicos lograron su objetivo, destruyeron algunos cañones y dos de los reductos que protegían las baterías españolas. El día 8 se produjo una gran explosión en el reducto de la Reina, debido al impacto de un obús de los sitiadores, que les permitió a estos tomarlo. Esa misma tarde comenzaron las conversaciones para la capitulación de los británicos, que concluyeron el mismo día. El 10 de mayo tuvo lugar la ceremonia de rendición.

## Consecuencias

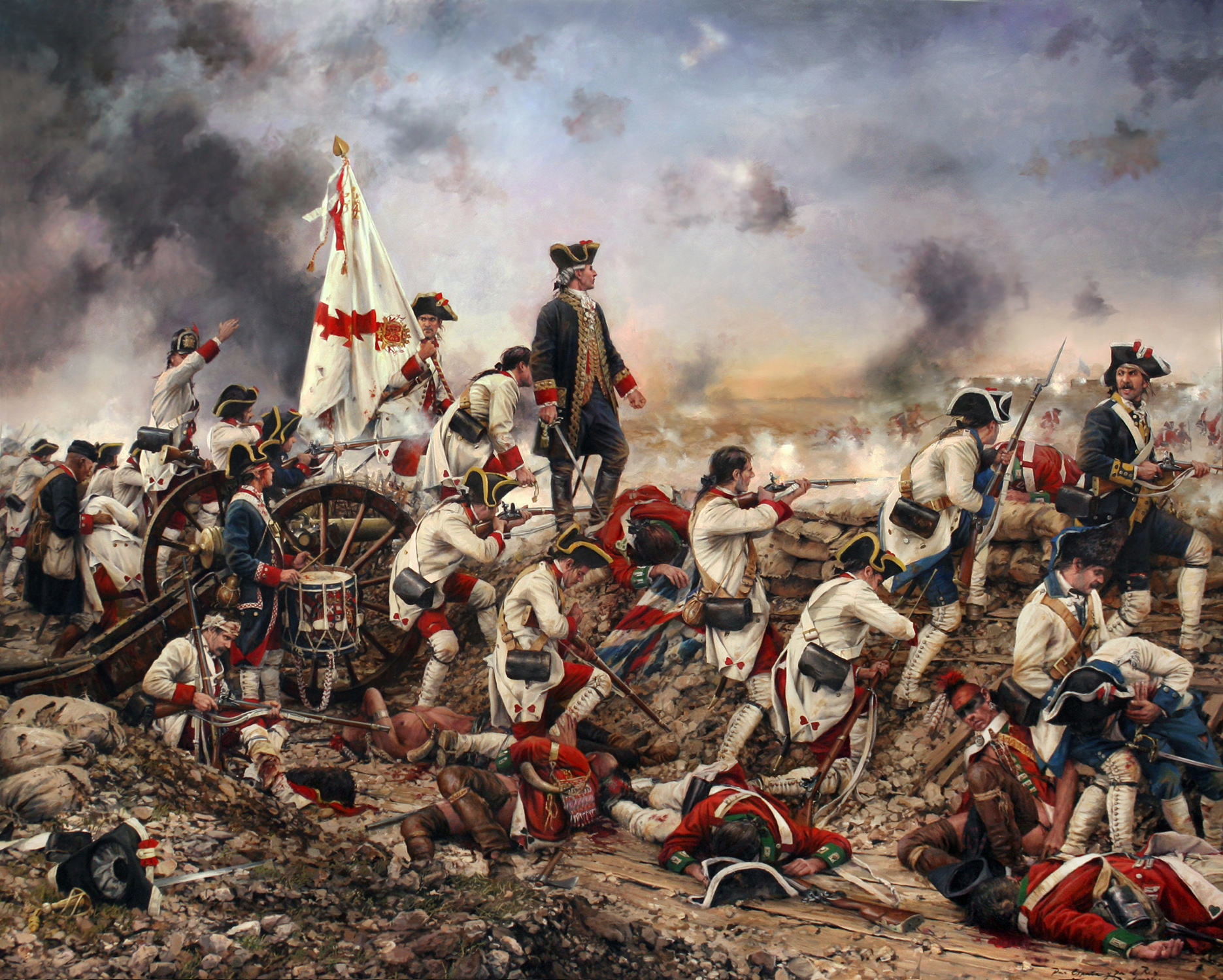
El cuadro Por España y por el Rey, Gálvez en América de Augusto Ferrer-Dalmau representa la huida de los soldados británicos tras un ataque contra las posiciones españolas.

El rey de España, Carlos III, otorgó a Bernardo de Gálvez los títulos de vizconde de Gálveston y conde de Gálvez, y a José Solano y Bote el título de marqués del Socorro por su actuación en la batalla de Pensacola. Asimismo, el ayudante de campo de Gálvez, Francisco de Miranda (el futuro precursor de la independencia americana), más tarde será nombrado teniente coronel por su actuación en esta acción.
Poco tiempo después, Gálvez se apoderó de la isla Nueva Providencia en las Bahamas, abortando el último plan británico de resistencia, con lo que mantuvo el dominio español sobre el Caribe y aceleró el triunfo de las armas norteamericanas. Siendo la Jamaica británica (actual Jamaica) la colonia inglesa más importante del Caribe, Gálvez se dispuso a organizar un desembarco sobre la isla y sumarla a los territorios bajo soberanía española, pero en mitad de los preparativos le sorprendió el fin de la guerra.